# Xerocrassa rhithymna
Xerocrassa rhithymna is een slakkensoort uit de familie van de Hygromiidae. De soort is endemisch op Kreta.
De wetenschappelijke naam Xerocrassa rhithymna is voor het eerst geldig gepubliceerd in 2009 door Hausdorf & Sauer.